# Burzum (Lied)
Burzum (schwarze Sprache: ‚Dunkelheit‘) ist ein Lied des norwegischen Musikprojekts Burzum. Es erschien 1996 auf dem Album Filosofem und unter dem deutschen Titel Dunkelheit auf VHS.

## Entstehung
Nachdem Varg Vikernes die Band Old Funeral verlassen hatte, reaktivierte er sein Thrash-Metal-Projekt Uruk-Hai. Das Lied Burzum entstand Vikernes’ Erinnerungen zufolge im August 1991; zu der Zeit änderte er auch den Namen des Projekts von Uruk-Hai in Burzum. Das Lied bezeichnet er selbst als den ersten richtigen Burzum-Titel. Ursprünglich wollte Vikernes das Lied auf dem dritten Burzum-Album Hvis lyset tar oss veröffentlichen, verwarf die damalige Aufnahme aber wegen ihrer zu schlechten Qualität. Stattdessen wurde es im März 1993 im Breidablik Studio neu aufgenommen und 1996 auf dem nachfolgenden Album Filosofem veröffentlicht; auf der norwegischen Version, wo die Liedtitel in norwegischer und englischer Sprache angegeben sind, unter dem Titel Burzum, auf der deutschen Version unter dem Titel Dunkelheit. Unter diesem erschien es auch auf VHS. Vikernes betont allerdings die Richtigkeit des Titels in J. R. R. Tolkiens schwarzer Sprache gegenüber dem deutschsprachigen.

## Musikstil
Die Gitarrenläufe von Dunkelheit basieren auf wenigen Riffs, die allesamt innerhalb der ersten fünf Bünde und die meisten ausschließlich auf den E-, A- und D-Saiten gespielt werden. Der Basslauf wird ausschließlich auf der E-Saite und dort im zweiten, dritten und ohne Bund gespielt, wobei zwischen jedem Anspielen eine Pause liegt. Das Schlagzeug ist aus zwei Becken, einer Hi-Hat, einer kleinen und einer großen Trommel zusammengesetzt. Vereinzelt wird das Lied auch von dezenten Synthesizer-Einsätzen begleitet. Nach etwa drei Minuten und dem Ende des mit verzerrter Stimme vorgetragenen Texts ist ein Gitarrensolo zu hören, das auf der Grundmelodie des Lieds basiert und etwas weniger als eine Minute dauert. Etwa eine halbe Minute nach dessen Ende wird der Text in gesprochener Version und ohne seine letzten beiden Verse wiederholt und kurz darauf mit diesen. Nach beinahe 20 Sekunden wird der letzte Vers wieder mit verzerrter Stimme vorgetragen.

## Musikvideo
Das Musikvideo wurde nach Vikernes’ Anweisungen gedreht, die er in schriftlicher Form aus dem Gefängnis herausgab. Es beginnt mit verschwommenen Naturaufnahmen und einem Runenstein, der ohne sichtbare menschliche Einwirkung beschriftet wird. Die Videoaufnahmen zeigen weitere Runensteine und andere mit Runen versehene Illustrationen, die einige der gezeigten Naturaufnahmen umrahmen oder in deren Vordergrund stehen. Zu diesen gehören (zum Teil verschwommene) Aufnahmen von vorbeiziehenden Wolken, Gewittern, Feuer, Gewässern, Sonnenuntergängen, Felsen und Wäldern. Das Video endet mit einem Zoom-in in das Licht, das durch die Bäume bricht. Im Buch Lords of Chaos wird das Ergebnis „trotz fehlender Handlung oder Dramatik“ als „erstaunlich bewegend“ bezeichnet.

## Text
Der Text besteht nur aus wenigen Versen, die im Lied nach längeren Pausen wiederholt werden. Er handelt von der einbrechenden Nacht, die die Welt in undurchdringliche Dunkelheit hüllt. Durch vom Boden aufsteigende Kälte wird die Luft verseucht. Der Text endet mit der Aussage: „Suddenly... / Life has new meaning“ (englisch: „Plötzlich … hat das Leben neue Bedeutung“). Vikernes bezeichnet den Text als eher einfach und mystisch, er sei allerdings fälschlich als satanistisch interpretiert worden:

“Very short, simple lyrics: When night falls / She cloaks the world in impenetrable darkness / A chill rises from the soil and contaminates the air / Suddenly, life has new meaning. Quite simple, more mystical really. Later everyone thinks, ‘Oh, it’s all Satanism.’”

## Rezeption
Burzum wurde von zahlreichen Bands gecovert, darunter die Doom-Metal-Band Reverend Bizarre, die Black-Metal-Band Sun of the Sleepless von Markus Stock sowie den Bands Totenburg, Cryogenic und Godless North aus dem rechtsextremen beziehungsweise NSBM-Bereich. An den Liedtext lehnen sich auch die Titel der Tributealben A Hungarian Tribute to Burzum – Life Has New Meaning (auf dem das Lied in einer Version von Teurgia zu hören ist) und When the Night Falls – Tribute to Burzum an.
Vikernes zufolge wird das Musikvideo in Norwegen wegen seiner politischen Ansichten totgeschwiegen; viele Zuschauer der norwegischen Fernsehsendung SMS-TV seien an Burzum interessiert, die Moderatorin allerdings habe, so Vikernes, behauptet, es gebe kein Burzum-Video, und nach Hinweisen auf Burzum beziehungsweise Dunkelheit zugegeben, dessen Nichtexistenz zu behaupten beziehungsweise es „absichtlich zu vergessen“.